# Eugenius Senuita
Eugenius Senuita (25 settembre 1975) è un pentatleta lituano.

## Palmarès
In carriera ha conseguito i seguenti risultati:
- Mondiali:

Città del Messico 1998: argento nel pentathlon moderno staffetta a squadre.
Budapest 1999: argento nel pentathlon moderno a squadre.
- Europei

Uppsala 1998: argento nel pentathlon moderno staffetta a squadre.